# 阿蒂馬
阿蒂馬（西班牙語：Atima），是洪都拉斯的城鎮，位於該國西北部，由聖巴巴拉省負責管轄，始建於1877年9月18日，面積199.8平方公里，海拔高度978米，2001年人口11,976，人口密度每平方公里59.94人。
14°56′N 88°29′W / 14.933°N 88.483°W